# Определение предела в терминах эпсилон и дельта

Если точка x отклоняется менее чем на от значения c, f(x) отклоняется не более чем на от L

Определение предела в терминах {\displaystyle \varepsilon } и {\displaystyle \delta } («эпсилон–дельта-определение предела») — это формализация понятия предела. Концепция принадлежит Огюстену Луи Коши, который не дал формальное определение предела в терминах {\displaystyle \varepsilon } и {\displaystyle \delta } в своём труде Cours d'Analyse, хотя использовал время от времени {\displaystyle \varepsilon } и {\displaystyle \delta } в доказательствах. Первым дал формальное определение Бернард Больцано в 1817 году, а современную формулировку дал Карл Вейерштрасс. Он дал точную формулировку следующему неформальному определению: зависимое выражение {\displaystyle f(x)} стремится к значению L при стремлении переменной x к значению c, если значение {\displaystyle f(x)} можно сделать сколь угодно близким к значению L путём выбора x достаточно близкого к c.

## История
Несмотря на то, что греки сталкивались со сходимостью, например, в вавилонском методе вычисления квадратных корней, у них не было концепции, подобной современному понятию предела. Необходимость концепции предела возникла в 1600-х годах, когда Пьер Ферма пытался найти угловой коэффициент касательной в точке {\displaystyle x} к графику функции, такой как {\displaystyle f(x)=x^{2}}. Используя ненулевую, но очень малую, почти нулевую величину {\displaystyle E}, Ферма сделал следующие вычисления:
{\displaystyle {\begin{aligned}{\text{наклон}}&={\frac {f(x+E)-f(x)}{E}}\\&={\frac {(x+E)^{2}-x^{2}}{E}}\\&={\frac {x^{2}+2xE+E^{2}-x^{2}}{E}}\\&={\frac {2xE+E^{2}}{E}}=2x+E=2x.\end{aligned}}}
Ключевым фактом вышеприведённых вычислений является ненулевое значение {\displaystyle E}, а тогда можно делить {\displaystyle f(x+E)-f(x)} на {\displaystyle E}. Однако из-за того, что {\displaystyle E} близок к 0, выражение {\displaystyle 2x+E}, фактически, равно {\displaystyle 2x}. Величины, подобные {\displaystyle E}, называются бесконечно малыми. Проблема в этом вычислении заключается в том, что математики той эпохи были не в состоянии точно определить величины со свойствами {\displaystyle E}, хотя общей практикой было пренебрегать высокими степенями бесконечно малых величин, и эта практика давала корректные результаты.
Проблема возникла в конце 1600-х годов при развитии математического анализа, когда вычисления, такие как у Ферма, становятся важными для вычисления производных. Исаак Ньютон первым разработал анализ с помощью бесконечно малых величин, которые называл флюксиями. Он развивал свой метод, имея в виду идею «бесконечно маленького момента времени...». Позднее, Ньютон отказался от флюксий в пользу теории пропорций, которая ближе к современному определению предела {\displaystyle \varepsilon {\text{–}}\delta }․ Более того, Ньютон отдавал себе отчёт, что предел отношения стремящихся к нулю величин не является самим отношением пределов. Он писал:
Это предельные отношения не являются фактическими отношениями предельных величин, а являются пределами, которые могут быть достигнуты ближе, чем любая заданная величина...
Дополнительно, Ньютон время от времени объяснял предел в терминах, похожих на {\displaystyle \varepsilon {\text{–}}\delta } определение. Готфрид Вильгельм Лейбниц развивал собственные бесконечно малые и пытался обеспечить для них строгую основу, но его идеи были встречены с тревогой некоторыми математиками и философами.
Огюстен Луи Коши дал определение предела в терминах более примитивного понятия, которое он назвал переменной величиной. Он никогда не давал определение предела в терминах {\displaystyle \varepsilon {\text{–}}\delta } (Grabiner 1981). Некоторые из доказательств Коши содержат признаки {\displaystyle \varepsilon {\text{–}}\delta } метода. Может ли его подход считаться предвестником подхода Вейерштрасса — предмет научной дискуссии. Существует мнение, что Коши и Вейерштрасс дали одно и то же имя различным понятиям предела.
Со временем Вейерштрасс и Больцано были признаны как давшие твёрдую опору для математического анализа в виде современного {\displaystyle \varepsilon {\text{-}}\delta } определения предела. Необходимость ссылки на бесконечно малую величину {\displaystyle E} исчезла, и вычисления Ферма превратились в следующий предел:
{\displaystyle \lim _{h\to 0}{\frac {f(x+h)-f(x)}{h}}.}
Нельзя сказать, что определение свободно от проблем, и, хотя оно и дало возможность избавиться от бесконечно малых величин, позже для него потребовалось построение вещественных чисел Рихарда Дедекинда . Нельзя также сказать, что бесконечно малых нет в современной математике, поскольку математики смогли создать бесконечно малые величины как часть систем гипервещественных чисел или сюрреальных чисел. Более того, можно строго развивать математический анализ с такими величинами, и они имеют другие использования в математике.

## Неформальное утверждение
Возможным неформальным (то есть интуитивным или приблизительным) определением является: «функция {\displaystyle f} стремится к пределу L близ точки a (в символьном виде, {\displaystyle \lim _{x\to a}f(x)=L\,}), если можно сделать значение функции f(x) сколь угодно близким к L путём выбора x достаточно близко к (но исключая) a».
Когда говорится, что две величины близки (как f(x) и L, или  x и a), имеется в виду, что расстояние между ними мало. Если f(x), L, x и a являются вещественными числами, расстояние между двумя числами равны абсолютной величине разности двух величин. Таким образом, когда говорится, что f(x) близко к L, имеется в виду, что {\displaystyle |f(x)-L|} мало. Когда говорится, что x и a близки, имеется в виду, что {\displaystyle |x-a|} мало.
Когда говорится, что можно сделать значение функции f(x) сколь угодно близким к L, имеется в виду, что для всех ненулевых расстояний {\displaystyle \varepsilon } можно обеспечить расстояние между f(x) и L меньше, чем {\displaystyle \varepsilon }.
Когда говорится, что можно сделать значение функции f(x) сколь угодно близким к L путём требования к x быть достаточно близким к a, но не равным a, имеется в виду, что для любого ненулевого расстояния {\displaystyle \varepsilon } существует ненулевое расстояние {\displaystyle \delta }, такое, что если расстояние между x и a меньше {\displaystyle \delta }, то расстояние между  f(x) и L меньше {\displaystyle \varepsilon }.
Неформальный/интуитивный аспект, используемый здесь, заключается в том, что определение требует следующего внутреннего рассуждения (которое обычно перефразируется на языке например «когда противник/соперник атакует вас с  {\displaystyle \varepsilon }, вы защищаетесь величиной {\displaystyle \delta }»): кто-то даёт испытательную величину {\displaystyle \varepsilon >0} для заданной функции {\displaystyle f}, точки a и предела L. Нужно ответить величиной {\displaystyle \delta >0}, такой что из {\displaystyle 0<|x-a|<\delta } следует {\displaystyle |f(x)-L|<\varepsilon }. Если можно обеспечить ответ на любую испытательную величину, то предел существует.

## Точное утверждение и связанные утверждения

### Точное утверждение для вещественных функций
Определение в терминах {\displaystyle (\varepsilon ,\delta )} предела функции следующее:
Пусть {\displaystyle f} будет вещественной функцией, определённой на подмножестве {\displaystyle D} вещественных чисел. Пусть {\displaystyle c} будет предельной точкой множества {\displaystyle D} и пусть {\displaystyle L} будет вещественным числом. Говорится, что
{\displaystyle \lim _{x\to c}f(x)=L,}
если для любого {\displaystyle \varepsilon >0} существует {\displaystyle \delta >0},  такое, что для всех {\displaystyle x\in D}, если {\displaystyle 0<|x-c|<\delta }, то {\displaystyle |f(x)-L|<\varepsilon }.
В символическом виде:
{\displaystyle \lim _{x\to c}f(x)=L\iff (\forall \varepsilon >0,\,\exists \ \delta >0,\,\forall x\in D,\,0<|x-c|<\delta \ \Rightarrow \ |f(x)-L|<\varepsilon ).}
Если {\displaystyle D=[a,b]} или {\displaystyle D=\mathbb {R} }, условие, что {\displaystyle c} является предельной точкой, может быть заменено на более простое условие, что c принадлежит  D, поскольку замкнутые вещественные интервалы и вся вещественная ось являются совершенными множествами.

### Точное утверждение для функций между метрическими пространствами
Определение можно обобщить на функции, отображающие метрическое пространство в другое метрическое пространство. Эти пространства приходят с функцией, называемой метрикой, которая берёт две точки пространства и возвращает вещественное число, представляющее расстояние между этими двумя точками. Обобщённое определение:
Предположим, что функция {\displaystyle f} определена на подмножестве  {\displaystyle D} метрического пространства {\displaystyle X} с метрикой {\displaystyle d_{X}(x,y)} и отображает его в метрическое пространство {\displaystyle Y} с метрикой {\displaystyle d_{Y}(x,y)}. Пусть {\displaystyle c} будет предельной точкой множеств {\displaystyle D}, а {\displaystyle L} будет точкой пространства {\displaystyle Y}.
Мы говорим, что
{\displaystyle \lim _{x\to c}f(x)=L,}
если для любого {\displaystyle \varepsilon >0} существует {\displaystyle \delta }, такой что для всех {\displaystyle x\in D} из {\displaystyle 0<d_{X}(x,c)<\delta } следует {\displaystyle d_{Y}(f(x),L)<\varepsilon }.
Поскольку {\displaystyle d(x,y)=|x-y|} является метрикой на вещественных числах, можно показать, что это определение обобщает первое определение для вещественных функций.

### Отрицание точного утверждения
Логическое отрицание определения следующее:
Предположим, что функция {\displaystyle f} определена на подмножестве {\displaystyle D} метрического пространства {\displaystyle X} с метрикой {\displaystyle d_{X}(x,y)} и отображает его в метрическое пространство {\displaystyle Y} с метрикой {\displaystyle d_{Y}(x,y)}. Пусть {\displaystyle c} будет предельной точкой множества {\displaystyle D} и пусть {\displaystyle L} будет точкой в пространстве {\displaystyle Y}.
Мы говорим, что
{\displaystyle \lim _{x\to c}f(x)\neq L,}
если существует {\displaystyle \varepsilon >0}, такой, что для всех {\displaystyle \delta >0} существует {\displaystyle x\in D}, такой, что {\displaystyle 0<d_{X}(x,c)<\delta } и  {\displaystyle d_{Y}(f(x),L)>\varepsilon }.
Мы говорим что {\displaystyle \lim _{x\to c}f(x)} не существует, если для всех {\displaystyle L\in Y\lim _{x\to c}f(x)\neq L}.
Для отрицания утверждения для вещественных функций, определённых на вещественных числах, просто берём {\displaystyle d_{Y}(x,y)=d_{X}(x,y)=|x-y|}.

### Точное утверждение для предела на бесконечности
Точное определение для предела на бесконечности следующее:
Пусть функция {\displaystyle f} будет вещественной функцией, определённо	 на подмножестве {\displaystyle D} множества вещественных чисел, и это подмножество содержит произвольно большие числа. Мы говорим, что
{\displaystyle \lim _{x\to \infty }f(x)=L,}
если для любого {\displaystyle \varepsilon >0} существует вещественное число {\displaystyle N>0}, такое, что для всех {\displaystyle x\in D} из условия  {\displaystyle x>N} вытекает {\displaystyle |f(x)-L|<\varepsilon }.
Можно дать аналогичное определение и для произвольных метрических пространств.

## Примеры
{\displaystyle \lim _{x\to 0}x\sin {\left({\frac {1}{x}}\right)}=0.}
Пусть значение {\displaystyle \varepsilon >0} задано. Нам нужно найти {\displaystyle \delta >0}, такой, что из {\displaystyle |x-0|<\delta } следует {\displaystyle \left|x\sin \left({\frac {1}{x}}\right)-0\right|<\varepsilon }.
Поскольку синус ограничен сверху величиной 1, а снизу величиной −1,
{\displaystyle {\begin{aligned}\left|x\sin {\left({\frac {1}{x}}\right)}-0\right|&=\left|x\sin {\left({\frac {1}{x}}\right)}\right|=|x|\left|\sin {\left({\frac {1}{x}}\right)}\right|\leqslant |x|.\end{aligned}}}
Таким образом, если мы примем {\displaystyle \delta =\varepsilon }, то из {\displaystyle |x|=|x-0|<\delta } следует {\displaystyle \left|x\sin {\left({\frac {1}{x}}\right)}-0\right|\leqslant |x|<\varepsilon }, что завершает доказательство.

### Пример 2
Докажем, что
{\displaystyle \lim _{x\to a}x^{2}=a^{2}}
для любого вещественного числа {\displaystyle a}.
Пусть значение {\displaystyle \varepsilon >0} задано. Мы найдём {\displaystyle \delta >0}, такой, что из {\displaystyle |x-a|<\delta } следует {\displaystyle |x^{2}-a^{2}|<\varepsilon }.
Начнём с разложения на множители:
{\displaystyle |x^{2}-a^{2}|=|(x-a)(x+a)|=|x-a||x+a|.}
Понимаем, что множитель {\displaystyle |x-a|} ограничен величиной {\displaystyle \delta }, так что мы предполагаем границу 1 и впоследствии можем выбрать что-то меньшее {\displaystyle \delta }
Таким образом, мы полагаем {\displaystyle |x-a|<1}. Поскольку {\displaystyle |x|-|y|\leqslant |x-y|} выполняется для вещественных чисел {\displaystyle x} и {\displaystyle y}, мы имеем
{\displaystyle |x|-|a|\leqslant |x-a|<1.}
А тогда,
{\displaystyle |x|<1+|a|.}
Согласно неравенству треугольника,
{\displaystyle |x+a|\leqslant |x|+|a|<2|a|+1.}
Если теперь предположить, что
{\displaystyle |x-a|<{\frac {\varepsilon }{2|a|+1}}}
получим
{\displaystyle |x^{2}-a^{2}|<\varepsilon .}
Выберем
{\displaystyle \delta =\min {\left\{1,{\frac {\varepsilon }{2|a|+1}}\right\}}.}
Теперь, если {\displaystyle |x-a|<\delta }, получаем
{\displaystyle {\begin{aligned}|x^{2}-a^{2}|&=|x-a||x+a|<{\frac {\varepsilon }{2|a|+1}}(|x+a|)<{\frac {\varepsilon }{2|a|+1}}(2|a|+1)=\varepsilon .\end{aligned}}}
Таким образом, мы нашли {\displaystyle \delta }, такой, что из {\displaystyle |x-a|<\delta } следует {\displaystyle |x^{2}-a^{2}|<\varepsilon }. Тем самым мы показали, что
{\displaystyle \lim _{x\to a}x^{2}=a^{2}}
для любого вещественного числа {\displaystyle a}.

### Пример 3
Докажем, что
{\displaystyle \lim _{x\to 5}(3x-3)=12.}
Используя графическое понимание предела, можно подвести строгую основу для введения в доказательство. Так, согласно формальному определению, приведенному выше, утверждение о пределе верно тогда и только тогда, когда ограничение отклонения {\displaystyle x} на величину {\displaystyle \delta } от точки {\displaystyle c} неминуемо ограничивает отклонение  {\displaystyle f(x)} от {\displaystyle L} до величины {\displaystyle \varepsilon } (см. иллюстрацию в начале статьи). В данном случае это означает, что утверждение верно тогда и только тогда, когда ограничиваем отклонение {\displaystyle x} на {\displaystyle \delta } от значения 5 неизбежно ограничивает
{\displaystyle 3x-3}
на {\displaystyle \varepsilon } от значения 12. Чтобы показать это, нужно продемонстрировать, как {\displaystyle \delta } и {\displaystyle \varepsilon } должны быть связаны, чтобы требование выполнялось. Мы хотим показать математически, что
{\displaystyle 0<|x-5|<\delta \ \Rightarrow \ |(3x-3)-12|<\varepsilon .}
Подводя общие члены, вынося константу 3 и деля на неё в правой части импликации, получаем
{\displaystyle |x-5|<\varepsilon /3,}
что немедленно даёт требуемый результат, если выберем
{\displaystyle \delta =\varepsilon /3.}
Таким образом, доказательство завершено. Ключевой момент доказательства заключается в возможности выбора границ {\displaystyle x}, а потом в возможности перейти к соответствующим границам {\displaystyle f(x)}. В нашем случае это было связано с множителем 3, который появляется как следствие коэффициента наклона 3-й прямой.
{\displaystyle y=3x-3.}

## Непрерывность
Говорят что функция f непрерывна в точке c, если она определена в c и её значение в c равно пределу f при стремлении x к c:
{\displaystyle \lim _{x\to c}f(x)=f(c).}
{\displaystyle (\varepsilon ,\delta )}-определение непрерывной функции можно получить из определения предела путём замены {\displaystyle 0<|x-c|<\delta } на {\displaystyle |x-c|<\delta }, чтобы обеспечить, что f определена в c и это значение совпадает с пределом.
Говорят, что функция f непрерывна на интервале I, если она непрерывна в любой точке c интервала I.

## Сравнение с определением через бесконечно малые
Ховард Джером Кейслер доказал, что гипервещественное определение предела уменьшает сложность по кванторам на два квантора. А именно, {\displaystyle f(x)} сходится к пределу L при стремлении {\displaystyle x} к a тогда и только тогда, когда значение {\displaystyle f(x+e)} бесконечно близко к L для любого бесконечно малого e. (См. Микронепрерывность для связанных определений непрерывности, фактически принадлежащих Коши.)
Учебники, по исчислению бесконечно малых, основанные на подходе Робинсона, дают определения непрерывности, производной и интеграла в терминах бесконечно малых величин. Когда понятия, такие как непрерывность, всесторонне объяснены через микронепрерывность, подход эпсилон–дельта также представляется. Карел Хрбачек считает, что определения непрерывности, производной и интегрирования в стиле нестандартного анализа Робинсона должны основываться на методе {\displaystyle \varepsilon {-}\delta }, чтобы покрыть также нестандартные входные значения. Блащик возражает, считая, что микронепрерывность полезна при разработке прозрачного определения равномерной непрерывности и считает критицизм Хрбачека «неясными жалобами». Хрбачек предлагает альтернативный нестандартный анализ, который (в отличие от анализа Робинсона) имеет несколько «уровней» бесконечно малых величин, так что пределы на одном уровне могут быть определены в терминах бесконечно малых величин следующего уровня.